# Roman Buess
Roman Buess, né le 21 septembre 1992 à Bâle (Suisse), est un footballeur suisse, qui évolue au poste d'avant-centre au sein du club du FC Winterthour.

## Biographie
Le 11 février 2019, il s'engage pour six mois (plus deux saisons en option) avec le FC Lausanne-Sport.
Le 17 juin 2019, alors libre de tout contrat après son départ du LS, Roman s'engage avec le FC Winterthour avec un contrat s'étendant jusqu'en 2021.

## Palmarès

### En équipe nationale
- Suisse -17 ans
  - Vainqueur de la Coupe du monde des moins de 17 ans en 2009